# Siero
Siero ist eine spanische Gemeinde (concejo in Asturien, entspricht dem municipio im übrigen Spanien) in der autonomen Region Asturien. Es grenzt im Norden an Gijón, im Süden an Langreo und San Martín del Rey Aurelio, im Westen an Oviedo und Llanera und im Osten an Villaviciosa, Sariego, Nava und Bimenes. Die Hauptstadt ist Pola de Siero.

## Geschichte

### Bis zum Mittelalter
Die Besiedelung der Region geht zurück bis in die Altsteinzeit, Hügelgräber bei "Alto de la Mayá" (Espinera) und "Cantu Negru" (Bobes) zeugen noch heute davon.
Auch die Römer hatten hier eine bedeutende Straße, die entlang dem Rio Seco führte. Siedlungen und Brücken bei den Orten "Colloto", "Bergueres", "Lugones" und "la Pola" und Fragmente der Straße, welche bis heute benutzt werden. Die erste urkundliche Erwähnung stammt aus dem Jahr 905, als unter der Regierung von Alfons III. die (Kirche) "Iglesia de Santa María", in San Martín de Siero dem Erzbistum Oviedo übergeben wurde. Die Kirche "Iglesia de San Félix" in Hevia folgte im Jahr 967.

### Seit dem Mittelalter
Im Jahr 1270 wurde unter Alfons X. erstmals eine Eingrenzung der Gemeinde niedergeschrieben. Bis zum 19. Jahrhundert wurde das Concejo durch regionale Familien und das Erzbistum Oviedo regiert.
Während des spanischen Freiheitskrieges wurde die Gemeinde im Jahr 1809 durch den französischen General Kellermann besetzt, im Jahr darauf noch einmal durch General Bonet.

### Das Wappen
Das Wappen enthält das alte städtische Symbol aus dem Jahr 1580. In seinem Mittelpunkt steht eine Lilie als Symbol der Reinheit und Reinigung.

## Wirtschaft
| TOTAL                                                                 | 23.705 | 100   |
| Ackerbau, Viehzucht und Fischerei                                     | 434    | 1,83  |
| Industrie                                                             | 4.641  | 19,58 |
| Bauwirtschaft                                                         | 2.407  | 10,15 |
| Dienstleistungsbetriebe                                               | 16.223 | 68,44 |
| Quelle: Statistisches Amt für Wirtschaftliche Entwicklung in Asturien |        |       |

## Politik
| Historische Entwicklung im Gemeinderat von Siero |      |      |      |      |      |      |      |      |      |      |
| Partei                                           | 1979 | 1983 | 1987 | 1991 | 1995 | 1999 | 2003 | 2007 | 2011 | 2015 |
| PSOE                                             | 9    | 14   | 10   | 10   | 6    | 8    | 8    | 8    | 7    | 7    |
| FAC                                              |      |      |      |      |      |      |      |      | 6    | 5    |
| CD / AP / PP                                     |      | 4    | 4    | 4    | 10   | 10   | 10   | 8    | 6    | 3    |
| PCE / IU-BA                                      | 47   | 27   | 3    | 3    | 3    | 2    | 2    | 1    | 3    | 3    |
| PVF                                              |      |      |      |      |      |      |      | 1    | 2    | 1    |
| Conceyu / CAC                                    |      |      |      | 3    | 2    | 1    | 1    | 1    | 1    |      |
| UCD / CDS                                        | 8    |      | 4    | 1    |      |      |      |      |      |      |
| PINSI                                            |      |      |      |      |      |      |      |      | 2    | 1    |
| Parteilose                                       |      | 1    |      |      |      |      |      |      |      |      |
| Somos Siero                                      |      |      |      |      |      |      |      |      |      | 4    |
| C`s                                              |      |      |      |      |      |      |      |      |      | 1    |
| Total                                            | 21   | 21   | 21   | 21   | 21   | 21   | 21   | 21   | 25   | 25   |

## Bevölkerungsentwicklung

### Jakobsweg
Der Jakobsweg, Camino de la Costa, verläuft durch die Gemeinde. Der Ort Pola de Siero mit der (Pfarrkirche) "Iglesia Parroquial de San Pedro" sind das Ziel dieser Strecke durch Siero.

## Geographie
Die Gemeinde mit ihren 51.792 Einwohnern (Stand 1. Januar 2022) hat eine Grundfläche von 211,60 km². Die höchste Erhebung ist der Picu Fariu mit 731 Metern.

### Geologie
Kalkstein und anderes metamorphe Sedimentgestein, sind die beherrschenden Gesteinsformationen.

### Flüsse und Seen
Die Flüsse:

Rio de la Reguera, Rio Fuente de la Canal, Rio de la Barganiza, Rio Vega, Rio Pinzales, Rio Norena, Rio Seco, Rio Ferrera, Río Nora, Rio Tixil, Rio Candin sowie mehrere kleinere Bachläufe queren die Gemeinde.

### Verkehrsanbindung
- Nächster internationaler Flugplatz: Flughafen Asturias in Oviedo.
- Haltestellen der FEVE oder ALSA sind in jedem Ort.
- Eisenbahnanbindung an das Netz der Renfe in beinahe jedem Ort.

## Parroquias
Die Gemeinde Siero ist in 29 Parroquias unterteilt:
| - Anes - Aramil - Argüelles - Barreda - Bobes - Carbayín - Celles - Collado - Feleches - Granda | - Hevia - La Carrera - La Collada - La Paranza - Lieres - Limanes - Lugones - Marcenado - Muñó - Pola de Siero | - San Juan Arenas - Santa Eulalia de Vigil - Santa Marina de Cuclillos - Santiago Arenas - Tiñana - Traspando - Valdesoto - Vega de Poja - Viella |

## Sehenswürdigkeiten
Eine Vielzahl von Sehenswürdigkeiten, Naherholungsgebieten und Naturschauspielen die hier nicht alle aufzuzählen sind. Siehe hierzu die Webseite der Gemeinde unter dem Reiter "Información turística"

## Feste und Feiern
Beinahe täglich sind in der aktiven Gemeinde Veranstaltungen und Feste, siehe hierzu die Website der Stadt unter dem Reiter "Siero en Fiestas"

## Söhne und Töchter der Gemeinde
- José Manuel Fuente (1945–1996), Radprofi, zweifacher Sieger der Vuelta
- Juan Antonio Martínez Camino (* 1953), Weihbischof von Madrid
- Alberto Hevia (* 1974), Rallyefahrer, Spanischer Meister 2004
- Javi Venta (* 1975), Fußballspieler bei  Villarreal CF
- Javi Fuego (* 1984), Fußballspieler bei Levante Unión Deportiva